# Festival d'Angoulême 1990
Le 17e Salon international de la bande dessinée s'est tenu les 26, 27 et 28 janvier 1990 à Angoulême.

## Palmarès
- Alph-Art du meilleur album : Gazoline et la planète rouge - Jano (Albin Michel)
- Alph-Art du public : Broussaille (T3), La Nuit du chat - Frank/Bom (Dupuis)
- Alph-Art du meilleur album étranger : V pour Vendetta (T1), Visages - David Lloyd/Alan Moore (Zenda)
- Alph-Art communication : Une ville n'est pas un arbre - Jean-Louis Floch/Jean-Luc Fromental (Les Humanoïdes Associés)
- Alph-Art humour : Raoul Fulgurex (T1), dans le secret du mystère - Dominique Gelli/Tronchet (Glénat)
- Alph-Art coup de cœur : Séjour en Afrique - Alain Garrigue & Jean-Luc Coudray (Rackham)
- Alph-Art Jeunesse : Robin Dubois (T16), des oh ! et des bah ! - Turk/de Groot (Le Lombard)
- Alph-Art du meilleur Fanzine : Le Lézard
- Alph-Art avenir : Le lièvre et la tortue
- Alph-Art scolaire : Jochen Gerner
- Prix Bloody Mary de l'ACBD : Dans le ventre du minotaure - Fred Beltran (Les Humanoïdes Associés)
- Prix Regard Chrétien sur la BD : Broussaille (T3), La nuit du chat - Frank/Bom (Dupuis)
- Prix Témoignage Chrétien - Résistance : Afrikaans Bazaar - Tripp (Milan)

## Grand prix de la ville
- Max Cabanes

## Thème
- L'Angleterre

## Déroulement du festival
- Les Rita Mitsouko, membres du jury, refusent de faire le déplacement à Angoulême[réf. nécessaire] et livrent dans Libération leur propre palmarès et leurs pensées sur l'état du marché de la bande dessinée[précision nécessaire].
- La mairie a des problèmes de trésorerie importants car la nouvelle équipe municipale vient de découvrir à quel point la gestion de Jean-Michel Boucheron a été catastrophique… On décide de faire payer l'entrée des « bulles ». C'est un choc[réf. nécessaire].
- Création d'un marché aux droits internationaux.
- Véritable inauguration du CNBDI en présence de Roland Castro l'architecte, et de Jack Lang. La première exposition reconstitue le monde des Cités obscures de François Schuiten et Benoît Peeters.
- Du fait du changement de municipalité et des problèmes de trésorerie, beaucoup craignent que le salon ne disparaisse ou qu'il ne devienne bi-annuel, au profit du salon de Blois ou de celui de Grenoble[réf. nécessaire].

## Jury
René Pétillon, Francis Groux, Jean-Michel Frodon, Patrick Poivre d'Arvor, Jean-Paul Travadon, Michel Melot, Marie Pittet, Christiane Babeaud, Jacques Pierre, Annie Pissard, Erik Orsenna, Les Rita Mitsouko (voir « déroulement du festival »)